# You Don't Know Me (Armand Van Helden)
You Don't Know Me, originariamente U Don't Know Me, è un singolo del musicista statunitense Armand Van Helden, pubblicato il 25 gennaio 1999 come singolo apripista del suo album 2 Future 4 U. Il brano ha visto la collaborazione vocale del cantante tedesco Duane Harden.

## Descrizione
Gli archi presenti nel brano sono una campionatura del singolo Dance With You della cantante disco Carrie Lucas, mentre le percussioni provengono da Plastic Dreams di Jaydee. Inoltre nella versione completa del brano è presente un dialogo tratto dal cartone animato Il laboratorio di Dexter.

## Classifiche
| Classifica (1999)              | Posizione massima |
| ------------------------------ | ----------------- |
| Australia                      | 15                |
| Belgio (Fiandre)               | 13                |
| Belgio (Vallonia)              | 26                |
| Canada                         | 11                |
| Francia                        | 7                 |
| Germania                       | 40                |
| Irlanda                        | 11                |
| Italia                         | 7                 |
| Nuova Zelanda                  | 15                |
| Paesi Bassi                    | 14                |
| Regno Unito                    | 1                 |
| Spagna                         | 18                |
| Stati Uniti (Dance Club Songs) | 2                 |
| Svezia                         | 27                |
| Svizzera                       | 16                |